# Török Saca
Török Saca (névváltozata: Török Sára; Szabadszállás, ? –) magyar színésznő.

## Életpályája
Édesapja drámatanár. A szentesi Horváth Mihály Gimnáziumban érettségizett. Érettségi utána Nemes Nagy Ágnes Szakközépiskolában tanult. 2014-2019 között a Kaposvári Egyetem színművész szakán tanult, Eperjes Károly, Spindler Béla és Kéri Kitti osztályában. 2019-től a kaposvári Csiky Gergely Színház tagja.
Férje Fándly Csaba színész.

## Fontosabb színházi szerepei

### Csiky Gergely Színház
- Legénybúcsú (Rendőrnő)
- A Riviéra vadorzói (Muriel Eubanks)
- Madagaszkár (Glória, a víziló)
- Tüskevár (Éva/Egykofa)
- Furcsa pár (Cecily)
- Bogyó és Babóca ünnepel (Ugri, a szöcskelány)
- Csárdáskirálynő (Orfeumhölgy, bárónő)
- Stuart Mária (Fiatal Mária és Erzsébet, komornák)
- Buborékok (Malvin)
- Hókirálynő (Királylány)
- Sugar (Some like it hot) - Van, aki forrón szereti (Olga)
- Chioggiai csetepaté (Lucietta)
- Liliomfi (Erzsi)
- Nyolc nő (Louise, az új szobalány)
- Család ellen nincs orvosság (Főnővér)
- Csókos asszony (Rica Maca)
- Illatszertár (Rátz kisasszony)
- Túl a Maszat hegyen (Maszat Janka)
- Apa (Laura)
- Oscar (Bernadette, szobalány)
- Meseautó (Kerekes Anna, titkárnő)

## Filmes és televíziós szerepei
- Magyar passió (2022) ...Titkárnő
- A mi kis falunk (2022) ...Eladó
- Korai menyegző (2022) ...Hölgyemény